# I. Malcolm skót király
Máel Coluim mac Domnaill (angolosan Malcolm I, magyarul I. Malcolm), (897 – 954) Skócia királya volt. Unokabátyja, II. Konstantin lemondása és kolostorba vonulása után lett uralkodó. Apja II. Donald király volt.
Mivel apjáról azt tudjuk, hogy 900-ban halt meg, Malcolm legkésőbb 901-ben születhetett.
945-ben I. Edmund wessexi király elűzte a viking Amlaíb Cuarant (Olaf Sihtricsson) Northumbriából, feldúlta Cumbriát és megvakíttatta III. Domnall strathclyde-i király két fiát. Úgy tartják, hogy ezt követően „hagyta” vagy „átadta” Strathclyde-ot Malcolmnak a szövetségért cserébe. Hogy mi értendő e kifejezések alatt, az nem teljesen világos, de azt is jelenthetik, hogy Malcolm lett Strathclyde főura, Edmund pedig elismerte ezt és megtartotta magának Cumbria déli földjeit.
Az Alba királyainak krónikája úgy tartja, hogy Malcolm hadsereget tartott Morayben „és Cellach gyilkosa volt”. A fennmaradt feljegyzések nem nevesítenek Cellach nevű uralkodót Moray-ben, ezért az  ő kiléte bizonytalan.
Úgy tűnik, Malcolm betartotta az angol királlyal kötött egyezséget és ezt meg is újította az új királlyal. Edmundot 946-ban meggyilkolták, és testvére, Eadred lett az utóda a trónon. 948-ban Véreskardú Erik (Eric Bloodaxe) volt a  yorki uralkodó, de Edred elűzte őt.  Majd, mikor ismét Amlaíb Cuaran uralta Yorkot 949 és 950 között, Malcolm berontott Nurthumbriába, délen egészen a Tees folyóig hatolt, a Krónika szerint „számtalan embert és sok marhacsordát” zsákmányolva. Az Annals of Ulster (Ulsteri évkönyvek) a 952. évre vonatkozóan egy csatáról tesz említést, melyet „Alba férfiai, a ˙(Strathclyde-i) britonok, valamint az angolok” vívtak az idegenek, azaz a normannok (vikingek) ellen. Nem szól a csatáról az Anglo-Saxon Chronicle (Angolszász krónika) és az is bizonytalan, hogy kapcsolatban volt-e Amlaíb Cuaran Yorkból való eltávolításával, vagy pedig Véreskardú Erik visszatérésével.
Az Annals of Ulster szerint Malcolmot 954-ben ölték meg. Más források az eseményt Mearnsbe, esetleg Fetteressóba helyezik, mint a Krónika írja, vagy Dunnottarba, a Prophecy of Berchán (Berchán jövendölése) nyomán. Temetése Ionán volt. Malcolm fiai, Dub és II. Kenneth később királyok lettek.

## Fordítás
- Ez a szócikk részben vagy egészben  a   Malcolm I of Scotland című angol Wikipédia-szócikk ezen változatának fordításán alapul.  Az eredeti cikk szerkesztőit annak laptörténete sorolja fel. Ez a jelzés csupán a megfogalmazás eredetét és a szerzői jogokat jelzi, nem szolgál a cikkben szereplő információk forrásmegjelöléseként.

| Előző uralkodó: II. Konstantin | Skócia uralkodója 943–954 | Következő uralkodó: Indulf |